# افسرده لاری
سید علی‌اکبر مرتضوی (۱۲۹۷ ه‍.ق – ۵ جمادی‌الاول ۱۳۶۰ ه‍.ق) متخلص به افسرده، شاعر فارسی‌زبان بود. او به تحصیل ادبیات و طب پرداخت و مدتی به حرفهٔ طبابت مشغول بود. چند سالی نیز در شهرهای لار و فسا مسئولیت برخی انجمن‌ها و نهادهای اجتماعی و دولتی را به عهده داشت و در نهایت در فسا درگذشت.
دیوان افسردهٔ لاری در سال ۱۳۵۸ خورشیدی چاپ شده است که اشعاری در قالب‌های غزل، قصیده، رباعی، قطعه و مسمط را دربردارد.

## تبار و خانواده
پدر افسرده، سید مرتضی مرتضوی، از اشراف و بازرگانان لار بود که در شهرهای داخل و خارج ایران چون بمبئی و جده، نمایندگی‌های بازرگانی داشت. همسر مرتضوی، بی‌بی‌بیگم سادات معصومی — فرزند سید عباس مجتهد گراشی — بود. حاصل ازدواج آن‌ها چهار فرزند پسر و سه فرزند دختر بود.

## سرگذشت
سید علی‌اکبر مرتضوی در سال ۱۲۹۷ هجری قمری مقارن با ۱۲۵۹ خورشیدی در لار به دنیا آمد. او علی‌رغم اشتغال پدرش به بازرگانی، علاقه‌ای به این کار نشان نداد و در شهرهایی چون لار، اصفهان، شیراز، استهبان و کرمانشاه به تحصیل علوم قدیمه، ادبیات فارسی و عربی و طب پرداخت. او سپس نزدیک به بیست سال به حرفهٔ طبابت مشغول بود.
او چند سالی ریاست انجمن شهر و دیگر انجمن‌های اجتماعی شهر لار، و در اواخر عمر نیز مسئولیت دفتر ازدواج و طلاق را بر عهده داشت. پس از آن به سردفترداری اسناد رسمی در فسا منصوب شد و سه سال بعد، در تاریخ ۵ جمادی‌الاول ۱۳۶۰ هجری قمری مقارن با ۱۱ خرداد ۱۳۲۰ خورشیدی، به دلیل بیماری روماتیسم قلبی، در همان شهر درگذشت و در کنار امامزاده قاسم دفن شد.

## آثار
آنان که به رخسار نکو ماه زمین‌اند
غوغای تن و غارت جان، فتنهٔ دین‌اند

از خوبی ایشان چه توان گفت که ایشان
طوبی‌قد و کوثرلب و فردوس‌جبین‌اند

تخلص شاعری سید علی‌اکبر مرتضوی، «افسرده» بود. دیوان افسردهٔ لاری در سال ۱۳۹۵ ه‍.ق، با کتابت عبدالحسین نوروزی و تصحیح بهرام خواجه در ۴۴۶ صفحه جمع‌آوری شد و پنج سال بعد (مقارن با ۱۳۵۸ خورشیدی) به چاپ رسید. این دیوان شامل اشعاری در قالب‌های قصیده، مسمط، غزل، قطعه و رباعی است. حدود نیمی از دیوان افسردهٔ لاری، قصاید اوست که تعداد ابیات برخی از آن‌ها به ۱۵۰ تا ۲۰۰ بیت می‌رسد. قصاید و غزلیات افسرده به سبک سعدی نزدیک است اما شاعر توانسته است از تقلید فاصله بگیرد. غزلیات افسرده دارای مضمون‌های مطبوع و وزنی آهنگین است که در آن‌ها از قافیه‌ها و ردیف‌های متنوعی استفاده شده است. تعدادی از قصیده‌های افسردهٔ لاری در مدح و منقبت علی بن ابی‌طالب است که دلبستگی او به امامان شیعه را می‌رساند.